# 闘論〜TALK BATTLE〜
闘論〜TALK BATTLE〜（とうろん〜トークバトル〜）は日テレNEWS24で2007年10月から2012年3月まで、毎月第3木曜日21:00 - 22:00 (JST)に放送されていた討論番組。前番組である「デイリープラネット金曜発言中」の流れを継ぐ。

## 概要
最近の時事問題や旬の話題について、専門家・有識者を招いて討論する。
第2回（2007年11月）まで、サブタイトルが「〜FRIDAY TALK BATTLE〜」（〜フライデーバトルトーク〜）になっており、毎月第3金曜日の放送であった。第3回（2007年12月）から放送日が毎月第3木曜日に代わり、現在のサブタイトルになる。
第49回（2012年3月）をもって終了。

## 司会
- 小西美穂（キャスター）
- 舟橋明恵（ナビゲーター）

## 放送日時・時間
- 第3木曜日　21:00 - 22:00
- 再放送/翌金曜日　3:00 - 4:00、翌日曜日　7:00 - 8:00

※再放送はBS日テレおよび日本テレビを除く一部NNN系列局でも放送される。
※2009年8月は休止。また、東日本大震災関連報道のため、2011年3月 - 6月の放送も休止し、当該放送時間帯には「デイリープラネット」を、再放送時間帯では「さきがけ ニュース&スポーツ」をそれぞれ代替で放送した。

## その他
- 前番組の「金曜発言中」同様、インターネット配信が行われている。放送日の翌日から、第2日本テレビ（現在はサービス終了）で無料配信されている。これまでの放送分もバックナンバーとして視聴できる。
- 小西キャスター及びその回の番組出演者が放送終了直後に今日の内容について語る「闘論後録」、舟橋ナビゲーターがその週の放送について語る「闘い終えて日が暮れて。」がホームページに掲載されている。
- 同番組のスピンオフとして「闘論スピンオフ 小西美穂の代表質問」が放送されている。時代のキーマンに当番組のキャスター・小西が視聴者を代表して質問をぶつける30分番組。こちらも、日テレNEWS24サイト内で放送後に無料動画配信を行っている（現在は配信終了）。